# Maurice Sunguti
Maurice Sunguti Ngoka (6 ottobre 1977) è un ex calciatore keniota, di ruolo attaccante.

## Carriera

### Nazionale
Con la nazionale keniota ha partecipato alla Coppa d'Africa 2004.

## Palmarès

### Club

#### Competizioni nazionali
- Campionato ugandese: 2

Villa: 2001, 2002
- Tanzanian Premier League: 2

Young Africans: 2008, 2009